# Kurt Illig
Kurt Illig (* 8. Juli 1894 in Frankfurt am Main; † 18. April 1945 in Freising) war ein deutscher Physikochemiker.

## Familie
Kurt Illig war ein Sohn von Johann Illig (1865–1922) und Martha (1871–1923). Sein Vater war Teilhaber und Leiter einer Frankfurter Elektromotorenfabrik und Mitbegründer der Elektro-Osmose Aktiengesellschaft (Graf Schwerin Gesellschaft). Die Großeltern väterlicherseits waren der Kaufmann Johann Franz Franziska Klaeger, die Großeltern mütterlicherseits der Hotelbesitzer Hermann Meyer und Dorothea Buerdorf. Illig selbst heiratete Gertrud Eisener (* 1898) aus Hannover, mit der er zwei Söhne hatte.

## Leben und Wirken
Illig absolvierte ein Chemiestudium in Frankfurt und wurde 1921 bei Richard Lorenz zum Dr. phil. nat. promoviert. Anschließend arbeitete er in der Abteilung für Elektrochemie bei der Firma Siemens & Halske in Berlin-Siemensstadt. 1923 wechselte er als Mitarbeiter zu Georg Erlwein und leitete bei Siemens & Halske sämtliche Entwicklungslaboratorien. Er gehörte der Leitung der Abteilung für Elektrochemie unter Führung von Victor Josef Karl Engelhardt an und beschäftigte sich dort zunehmend mit den geschäftlichen und insbesondere vertrieblichen Aspekten des Unternehmens.
Bei Siemens & Halske leitete Illig die technische und schwerpunktmäßig die Verfahrensentwicklung. Zu den von ihm verantworteten Fachgebieten gehörten insbesondere das Studium der Abscheidungsbedingungen von Chrom und die technische Entwicklung des Verchromungsverfahrens. Zusammen mit Hellmuth Fischer entwickelte er ein elektrochemisches Verfahren zur Gewinnung von Beryllium. Gemeinsam mit Reichmann bemühte er sich um eine stärkere Gewinnung von gesinterter Tonerde (Sinterkorund), die bei höheren Temperaturen als Isolation verwendet werden sollte. Außerdem beschäftigte er sich mit neuen Methoden zur anodischen Oxidation von Aluminium auf Oxalsäurebasis. Daraus entwickelte sich später ein neues Eloxal-Verfahren, bei dem Schwefelsäure als Elektrolyt zum Einsatz kam. Bei anderen Vorhaben griff er auf Vorarbeiten von Otto Graf Schwerin zurück, der sich mit der Entwässerung von Torf und Tonerde beschäftigt hatte. Dadurch wurden Verfahren zur elektroosmotischen Entsalzung wieder begonnen, aus denen Apparate zur elektroosmotischen Wasserentsalzung resultierten, die sich über viele Jahre in der praktischen Anwendung bewährten.
Nachdem Victor Josef Karl Engelhardt 1932 in den Ruhestand gegangen war, übernahm Illig 1932 die Leitung der Abteilung für Elektrochemie. Dadurch verlagerte sich der Schwerpunkt seiner Arbeiten auf die geschäftliche Auswertung der elektrochemischen und elektrothermischen Technik. In diesen Bereichen wurde Siemens & Halske zunehmend im Ausland tätig. Illig galt als ungewöhnlich begabt, Kontakte herzustellen und hatte somit einen entscheidenden Anteil daran, dass sein Arbeitgeber wichtige Aufträge aus Großbritannien, Italien, Jugoslawien und Frankreich bekam.
Illig erahnte, wie der Zweite Weltkrieg ausgehen würde. Daher überlegte er gegen Kriegsende, welche neuen Gebieten der elektrischen Stoffumsetzungen angegangen werden könnten. Er selbst konnte diese Pläne nicht mehr umsetzen, sondern starb während eines Luftangriffs.